# Нестяжение
Нестяжението е форма на аскетизъм и християнска добродетел, която се изразява в отричане от алчността, разкоша, и от желанието за придобиване на материални блага. Вътрешно, нестяжението означава да нямаш пристрастие към никакви земни блага, а да се отнасяш равнодушно както към загубата, така и към придобиването им. Външно, то се заключава в отказ от имущество, освен от най-необходимите и насъщни вещи.
В морално и в психологично отношение, нестяжението е по-висша ценност от щедростта. Тя се състои в споделяне на придобитите богатства, докато нестяжението предполага принципно отричане от притежаване и натрупване на собственост.
През втората половина на 4 век в политическия живот се чувствала тягостна неопределеност, а в църковния продължавало господството на арианите. Тогава много християни предпочели да оставят света, за да потърсят успокоение в пустинята. Планините около Антиохия се изпълнили с отшелници и от тях се съставила цяла община. Поради обета за нестяжение, у тях всичко било общо, както в апостолските времена, така че думите „мое“ и „твое“ не им били известни.
При пострижението на православните монаси в схима, те задължително дават обети за нестяжение, послушание и целомъдрие (безбрачие).